# Драгоценный глобус

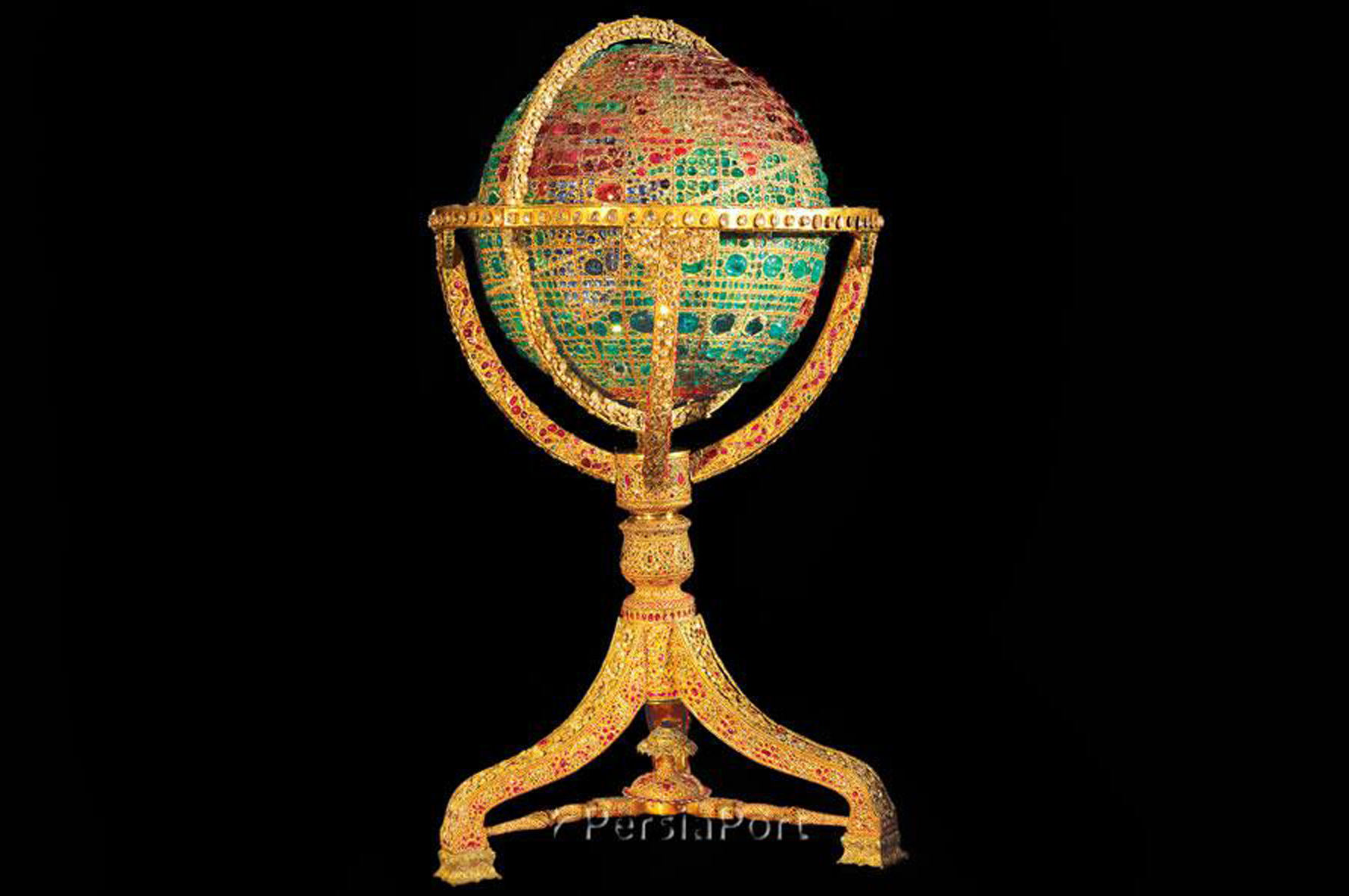
Драгоценный глобус

Драгоценный глобус (перс. کره جواهرنشان‎, Каre Javaherneshan) — созданный в Иране в XIX веке глобус, инкрустированный драгоценными камнями. Высота с подставкой составляет 110 см, диаметр сферы — 66 см. Он покрыт 51 366 драгоценными камнями, общий вес камней составляет 3 656 грамм (более 3,5 кг). Моря и океаны изображены с помощью изумрудов. При изображении материков, в основном, использовались рубины и шпинели. Вес самого крупного использованного рубина — примерно 75 карат, шпинели — 110 карат, изумруда — 175 карат, сапфира — 34 карата, алмаза — 15 карат.
Глобус был изготовлен в 1869 году по заказу Насер ад-Дин Шаха Каджара группой иранских ювелиров под руководством Эбрахима Масихи (Ebrahim Massihi) из отдельных драгоценных камней, имевшихся на тот момент в государственном казначействе. Существует легенда, что Насер ад-Дин Шах дал указание изготовить данный глобус, дабы не растерять драгоценные камни в своей сокровищнице.
На глобусе возможно рассмотреть очертания регионов и некоторых стран. Иран, Великобритания, Франция и некоторые части Юго-Восточной Азии изображены с помощью алмазов. Индия выложена розовыми рубинами. Центральная и Южная Африка отмечены сапфирами. Экватор и некоторые другие географические линии выделены алмазами и рубинами. Возможно, очертания покажутся не слишком географически точными, но мастера были скорее ювелирами, нежели художниками или картографами. Алмазами также выложены тщательно выписанные на глобусе многочисленные титулы Насер ад-Дин Шаха. Гора Демавенд обозначена крупным сапфиром, а город Тегеран — знаменитым алмазом под названием «Аурангзеб». Основание глобуса выполнено из дерева и позолочено. Вес золота, использованного при изготовлении данного произведения искусства, составляет 34 кг.
В настоящее время Драгоценный глобус хранится в Тегеране в музее — Национальной Сокровищнице, находящейся в ведении Центрального банка Ирана.
Таким образом, сегодня Драгоценный глобус  является одним из самых уникальных и ценнейших экспонатов коллекции регалий монархов Ирана, наряду с известным алмазом «Дарья-е нур», «Павлиньим троном», «Короной Кияни» и др.